# كين ثورن
كينيث ثورن (بالإنجليزية: Kenneth Thorne؛ 26 يناير 1924 – 9 يوليو 2014) كان مؤلفًا موسيقيًا للسينما والتلفزيون البريطاني.

## وصلات خارجية
- كين ثورن على موقع IMDb (الإنجليزية)
- كين ثورن على موقع ميوزك برينز (الإنجليزية)
- كين ثورن على موقع أول ميوزيك (الإنجليزية)
- كين ثورن على موقع ديسكوغز (الإنجليزية)
- كين ثورن على موقع قاعدة بيانات الفيلم (الإنجليزية)